# سوسک کرگدنی نارگیل
سوسک کرگدنی نارگیل (نام علمی: Oryctes rhinoceros) گونه‌ای سوسک کرگدنی است که بیشتر بر روی درختان نارگیل و سایر درختان استوایی آسیایی زندگی می‌کند.